# Richilde, mère de Thibaud le Tricheur
Richilde (écrit Richende ou Richildis en latin), est l'épouse du vicomte de Tours Thibaud l'Ancien et la mère du comte Thibaud Ier de Blois. Son origine n'est pas certaine.

## Biographie et Descendance
Après le décès de son époux (vers 940), elle devient religieuse à l'abbaye de Saint-Martin de Tours.
Trois enfants furent issus du mariage entre Richilde et le vicomte Thibaud, :
- Thibaud Ier , dit le Tricheur (né vers 910 – † 977), qui deviendra comte de Blois et de Chartres ;
- Richard († 969), nommé archevêque de Bourges en 955 ;
- Suivant une hypothèse classique basée sur la Chronique de Nantes[Note 1], une fille qui fut la mère de Drogon de Bretagne après un premier mariage avec le duc Alain II de Bretagne. Veuve en 952, elle épousa en secondes noces le comte Foulques II d'Anjou, qui meurt à son tour en 958.

## Historiographie de ses origines potentielles

### Durant le Grand Siècle
Des écrivains du XVIIe siècle pensèrent que Thibaud le Tricheur était fils de Richard, comte de Troyes, et d'une Richilde, fille ou petite-fille de Robert le Fort : idée reprise sous diverses formulations,,. Ces propositions viendraient d’un texte manuscrit perdu de l’Église de Bourges. La composante robertienne viendrait de la réminiscence d’une alliance entre Robertiens et Widonides, les Thibaldiens descendant de ces derniers.
Si les liens directs entre Thibaud Ier et le marquis de Neustrie ont été réfutés par différents historiens dont Henri d'Arbois de Jubainville et Léonce Lex, le lien entre Richilde et la famille de Richard de Troyes, les Bosonides Garnériens, est néanmoins reconsidéré dans des études contemporaines.

### Thèse carolingienne caduque
Une thèse  aujourd'hui dépassée,, construite par Jules Depoin, et souvent reprise dans la première moitié du XXe siècle, faisait de Richilde une fille du comte Hugues de Bourges et de Rothilde de France, fille du roi Charles II dit le Chauve et de Richilde d'Ardennes. Cette Richilde serait par ailleurs l'arrière-petite-fille du comte Rorgon Ier du Maine. Cette thèse de Richilde de Bourges en tant qu'épouse de Thibaud, soutenue par Laurent Theis, expliquerait en partie la nomination de son fils Richard à l'archevêché de Bourges.

### Bosonide Garnérien: hypothèse contemporaine
La première implantation des Thibaldiens à Provins, au nord de Sens et de Troyes ainsi qu'à Melun s'expliquerait par le fait que Richilde serait une sœur du comte Richard, fils de Garnier de Sens et de Teutberge d'Arles, et destitué de ses honneurs vers 932.